# Dolmen von Can Serra de l’Arca

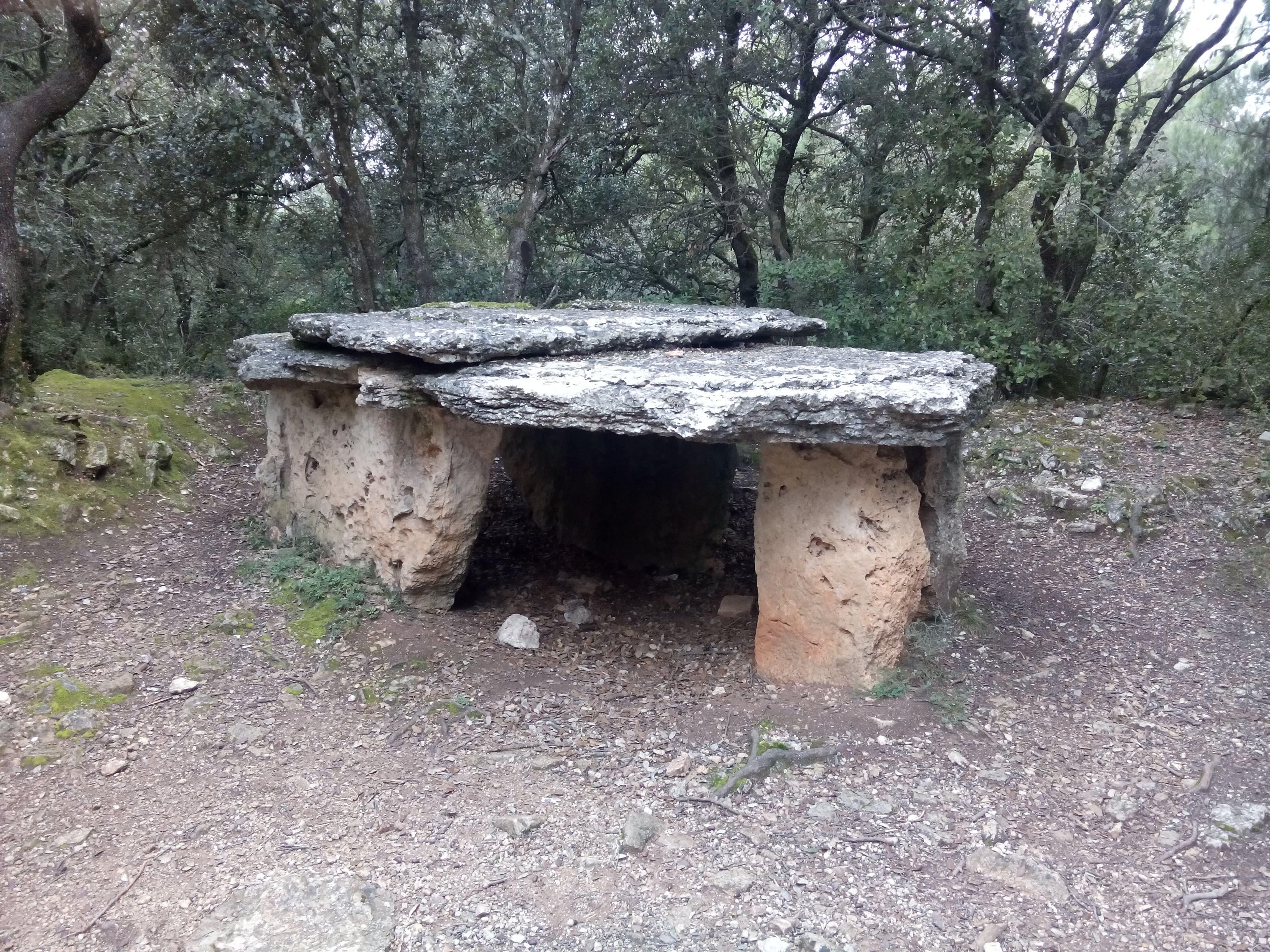
Dolmen von Can Serra de l’Arca

Der 1917 von Mossèn Jaume Vilaró entdeckte Dolmen von Can Serra de l’Arca II (auch Dolmen de la Costa de Can Brull genannt) liegt nordöstlich von Aiguafreda in der Comarca Vallès Oriental in Katalonien in Spanien. Er ist eine rechteckige Steinkiste aus dem Chalkolithikum (2200 bis 1800 v. Chr.), die 1917 vom Centre Excursionista de Vic (CEV) und 1962 von R. Batista ausgegraben wurde.
Der hauptsächlich fundlos gebliebene, nord-süd-orientierte Dolmen wurde lange von Hirten und Köhlern als Zuflucht genutzt und durchwühlt. Die Kiste ist 2,9 m lang, 1,2 m breit und mit 1,9 m sehr hoch. Von den Megalithen sind vier Seitensteine und die Deckenplatte erhalten. Alle bestehen aus lokalem Kalkstein. Der nur in Resten erhaltene Hügel hatte etwa 8,5 m Durchmesser.
Ricard Batista fand Knochen und Zahnstücke und drei Molare von Erwachsenen sowie form- und dekorlose Keramikfragmente.
In der Nähe liegt der Dolmen de la Serra de l’Arca I (auch Dolmen Serrat dels Moros genannt).